# Nieborów Mały
Nieborów Mały – część wsi Hyżne w Polsce, położona w województwie podkarpackim, w powiecie rzeszowskim, w gminie Hyżne. 
Nieborów Mały wraz z Nieborowem Wielkim tworzą sołectwo Nieborów.
W latach 1975–1998 Nieborów Mały położony był w województwie rzeszowskim.